# Matrice nulă
În algebra liniară, o matrice nulă sau matrice zero este o matrice în care fiecare element are valoarea 0. Este elementul neutru pentru operația de adunare în grupul aditiv al matricilor {\displaystyle m\times n}, și de obicei este notată cu simbolul {\displaystyle O} sau {\displaystyle 0} urmat de indicele corespunzătoare dimensiunii matricei, după cum consideră de cuviință contextul. Exemple de astfel de matrici:
{\displaystyle 0_{1,1}={\begin{bmatrix}0\end{bmatrix}},\qquad 0_{2,2}={\begin{bmatrix}0&0\\0&0\end{bmatrix}},\qquad 0_{2,3}={\begin{bmatrix}0&0&0\\0&0&0\end{bmatrix}}.\ }

## Proprietăți
Mulțimea matricelor {\displaystyle m\times n} cu elemente din inelul K formează un inel {\displaystyle K_{m,n}}. Matricea nulă {\displaystyle 0_{K_{m,n}}\,} în {\displaystyle K_{m,n}\,} este matricea cu toate elementele egale cu {\displaystyle 0_{K}\,}, unde {\displaystyle 0_{K}} este elementul neutru aditiv în K.
{\displaystyle 0_{K_{m,n}}={\begin{bmatrix}0_{K}&0_{K}&\cdots &0_{K}\\0_{K}&0_{K}&\cdots &0_{K}\\\vdots &\vdots &\ddots &\vdots \\0_{K}&0_{K}&\cdots &0_{K}\end{bmatrix}}_{m\times n}}
Matricea nulă este elementul neutru aditiv în {\displaystyle K_{m,n}\,}. Adică pentru orice {\displaystyle A\in K_{m,n}\,} sunt satisfăcute relațiile
{\displaystyle 0_{K_{m,n}}+A=A+0_{K_{m,n}}=A.}
Există câte o singură matrice nulă în orice dimensiune m × n (cu elemente din inelul dat), așa că atunci când contextul este clar, expresia „matricea nulă” este neambiguă. În general, elementul zero al unui inel este unic și este de obicei notat cu 0 fără ca vreun indice să precizeze inelul de care aparține. Prin urmare, exemplele de mai sus reprezintă matrici nule peste orice inel.
Matricea nulă reprezintă, de asemenea, transformarea liniară care trimite toți vectorii euclidieni în vectori zero. Este o matrice idempotentă, adică dacă este înmulțită cu ea însăși, rezultatul este ea însăși.
Matricea nulă este singura matrice al cărei rang este 0.

## Apariții
Problema matricei mortale este o problemă în care fiind dată o mulțime finită de matrici n × n cu elemente întregi, se cere să se detemine dacă acestea pot fi înmulțite într-o anumită ordine, eventual cu repetarea unora, pentru a obține ca rezultat matricea nulă. Se știe că aceasta este o problemă indecidabilă⁠(d) pentru o mulțime de șase sau mai multe matrici 3 × 3 sau o mulțime de două matrici de 15 × 15.
În regresia prin metoda ordinară a celor mai mici pătrate⁠(d), dacă există o corespondență perfectă a datelor, matricea reziduurilor este matricea nulă.